# Zethus heydeni
Zethus heydeni är en stekelart som beskrevs av Henri Saussure 1875. Zethus heydeni ingår i släktet Zethus och familjen Eumenidae. Inga underarter finns listade i Catalogue of Life.